# Prodoretus bivittatus
Prodoretus bivittatus är en skalbaggsart som beskrevs av Pieter Cornelius Tobias Snellen 1874. Prodoretus bivittatus ingår i släktet Prodoretus och familjen Rutelidae. Inga underarter finns listade i Catalogue of Life.